# Église collégiale de Stuttgart

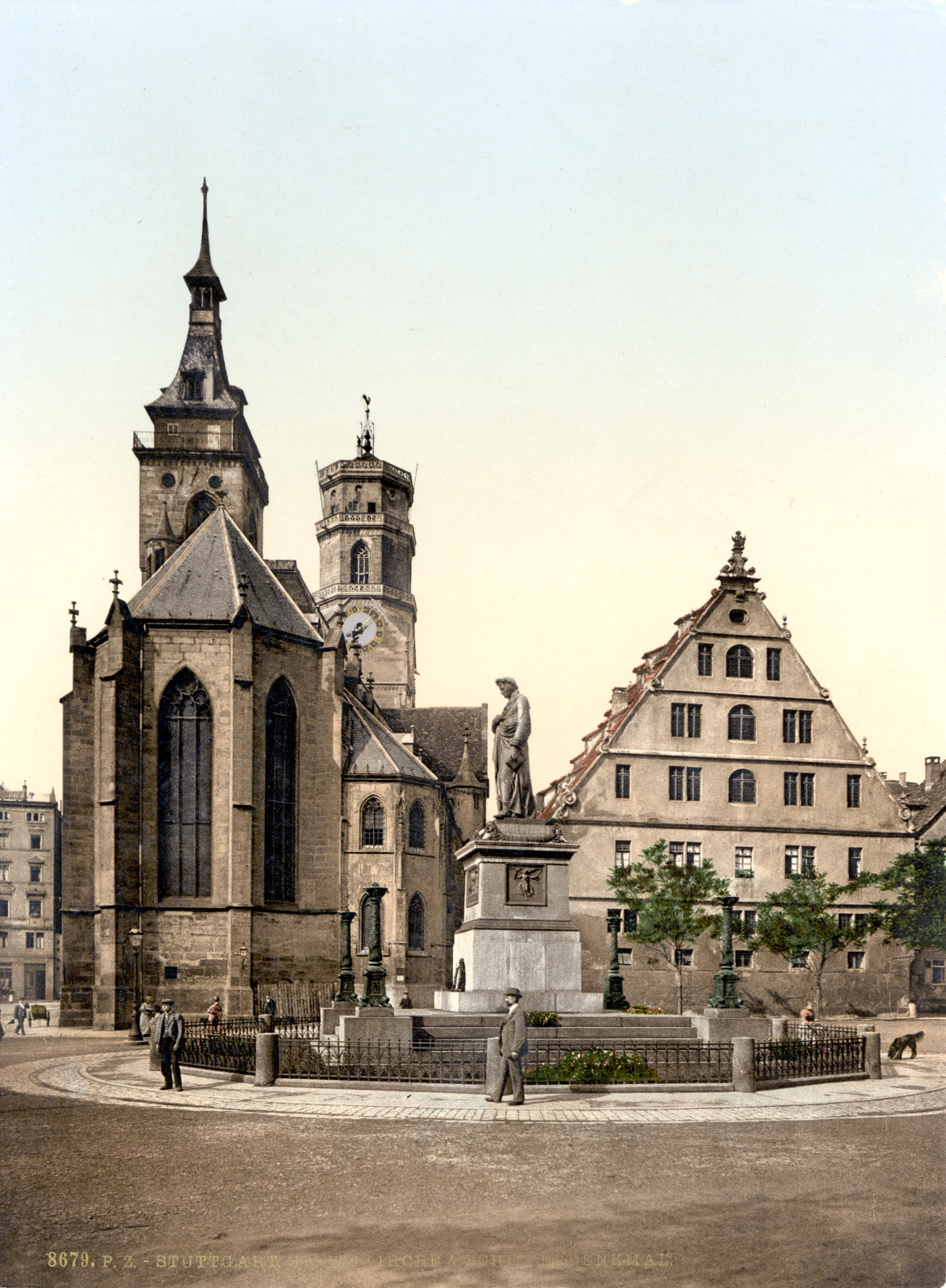
L'église collégiale dans les années 1900, vue de l'est (Schillerplatz)

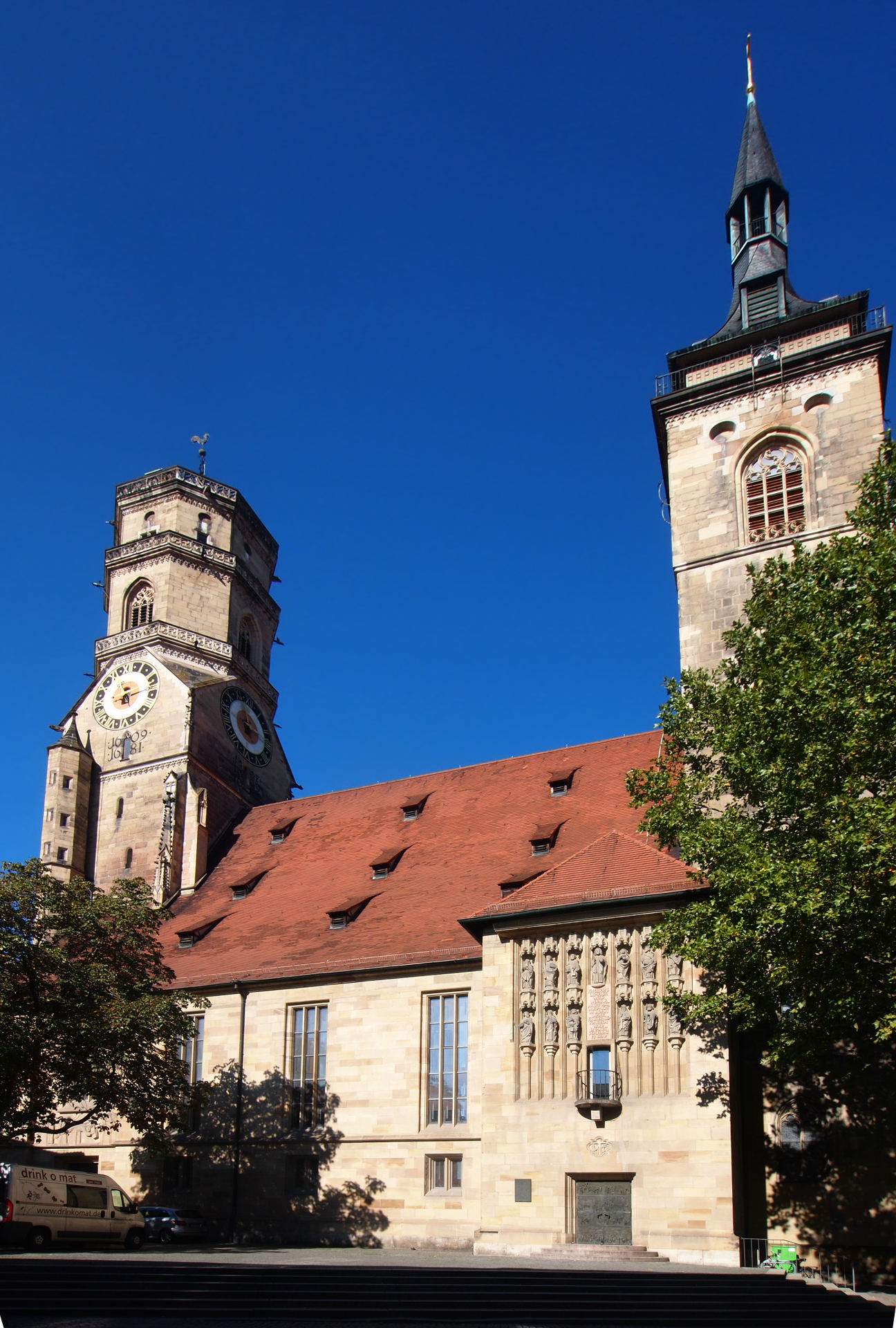
Vue du sud-est (Kirchstraße), 2015

La collégiale, située au centre de la ville de Stuttgart, est à la fois la basilique de l’Église protestante du Wurtemberg et l'église paroissiale de la communauté de la collégiale  au sein du cercle des églises de  Stuttgart. La partie inférieure de la tour sud constitue le seul vestige témoignant de l'influence de la Maison de Hohenstaufen à Stuttgart. Avec ses deux tours inégales, elle est l'un des emblèmes de la ville. 

## Histoire

### Période romane
On a supposé pendant longtemps qu'il n'y avait plus aucun vestige de la période romane dans l'église. Or de récentes découvertes, au niveau de l'autel et dans la nef de la collégiale, on mis au jour une nef unique d'église préromane, avec une abside semi-circulaire, datant du Xe ou XIe siècle. Cette première église se trouve dans le plan de l'actuelle collégiale, au centre, entourée des constructions des siècles suivants.

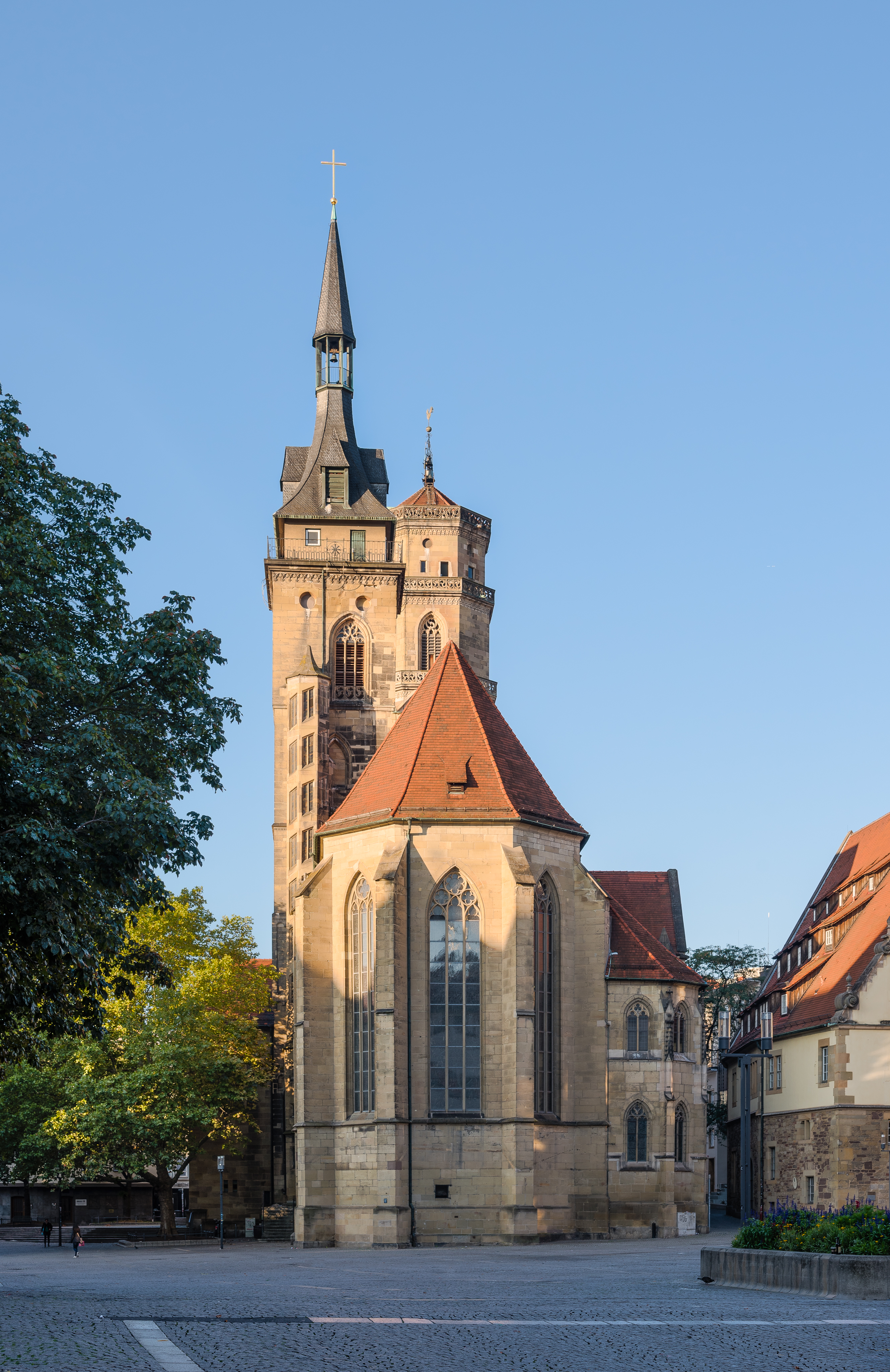
Collégiale vue de la place Schiller.

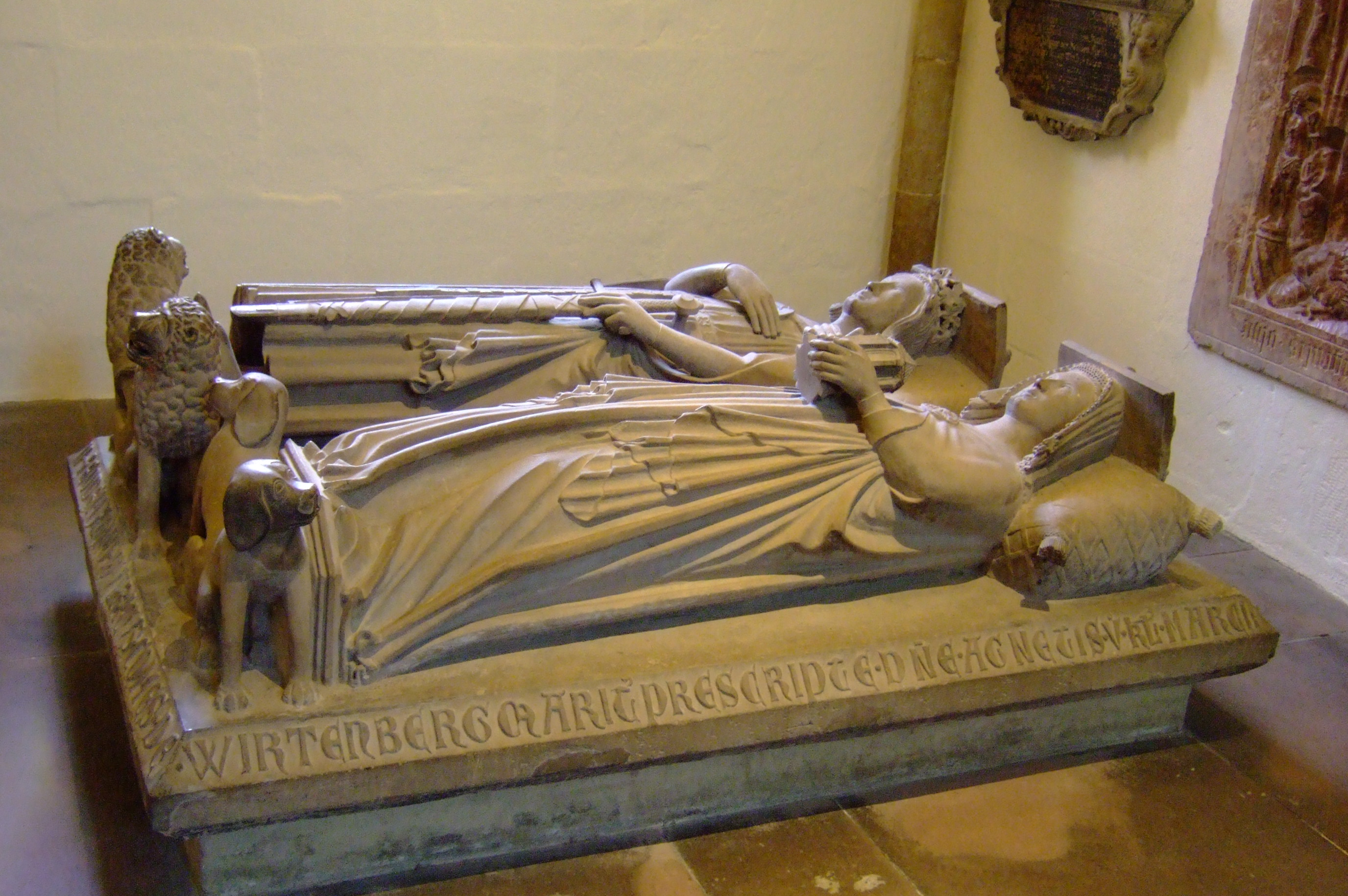
Gisants du comte Ulrich Ier, "le fondateur" (à l'arrière) et de la duchesse Agnès de Liegnitz (à l'avant) dans la chapelle du fondateur.

C'est à partir de 1240 qu'elle passe de l'église du village à une église à trois nefs, avec les deux tours (seule la tour sud est réalisée) et d'un chœur. Maintenant, la largeur de l'église de village, d'environ 7 m, devient la largeur de la nef principale qui est augmentée vers le nord, le sud et ouest de chaque fois environ 3,50 m
Dans la chapelle du fondateur, dans la tour sud, le monument le plus ancien de l'église est le gisant du comte Ulrich Ier, « le Fondateur » et la duchesse Agnès de Legnica, née à la fin du XIIIe siècle. Elle était à l'origine en couleur. Leurs ossements sont transférés autour de 1320 à Stuttgart. Le comte Ulrich et son épouse sont représentés en grandeur nature. Ulrich se tient sur deux Lions, symbole de l'héroïsme et au-dessus de la tête se trouvent les armoiries du Wurtemberg. Agnès se tient sur deux chiens, le symbole de la fidélité conjugale. Devant sa poitrine, elle tient le modèle du chœur, au-dessus de sa tête se trouvent les armoiries avec l'aigle silésien. Cependant le chœur a été planifié et construit beaucoup plus tard.

### Période gothique précoce

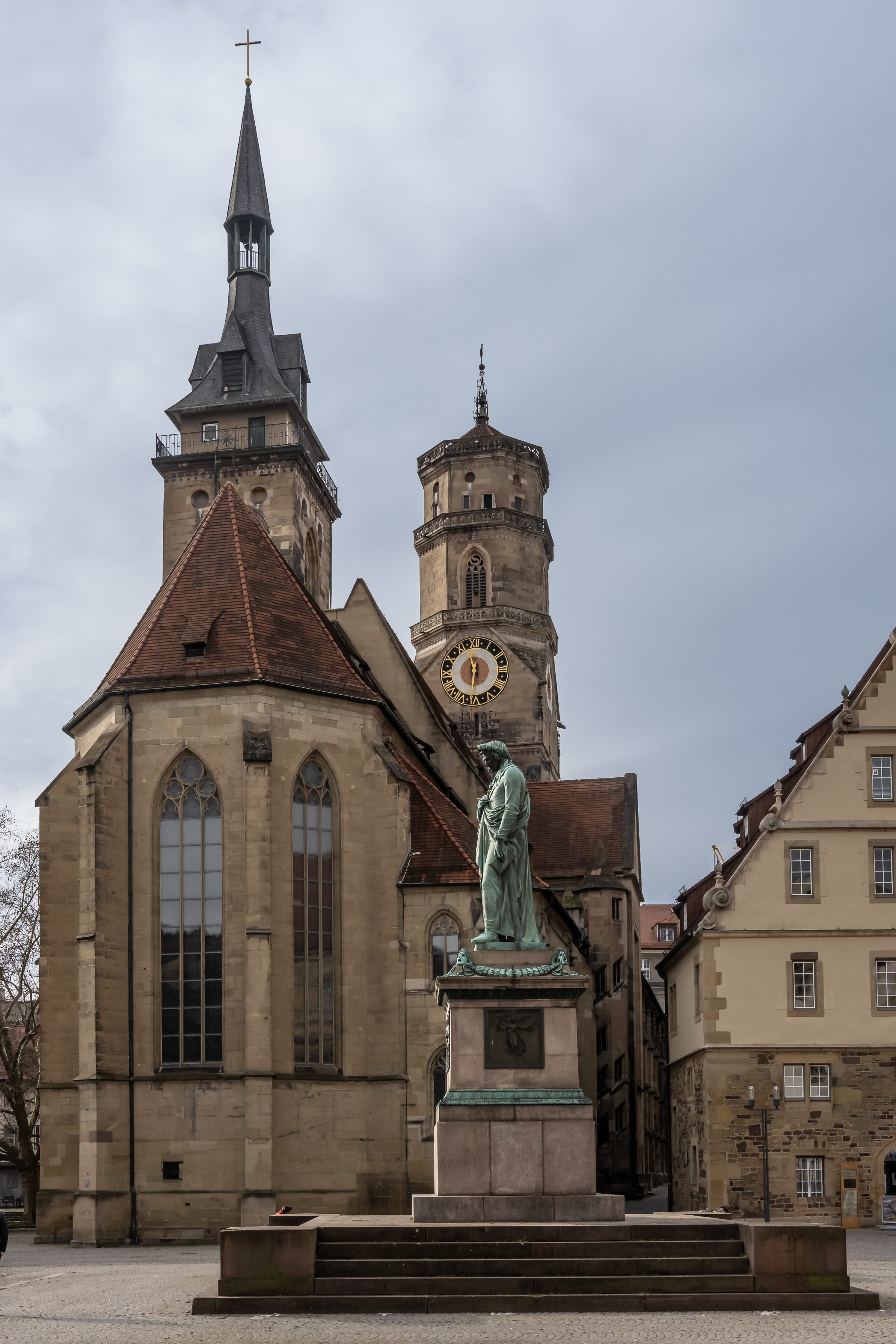
Le chœur primitif (première moitié du XIVe siècle)

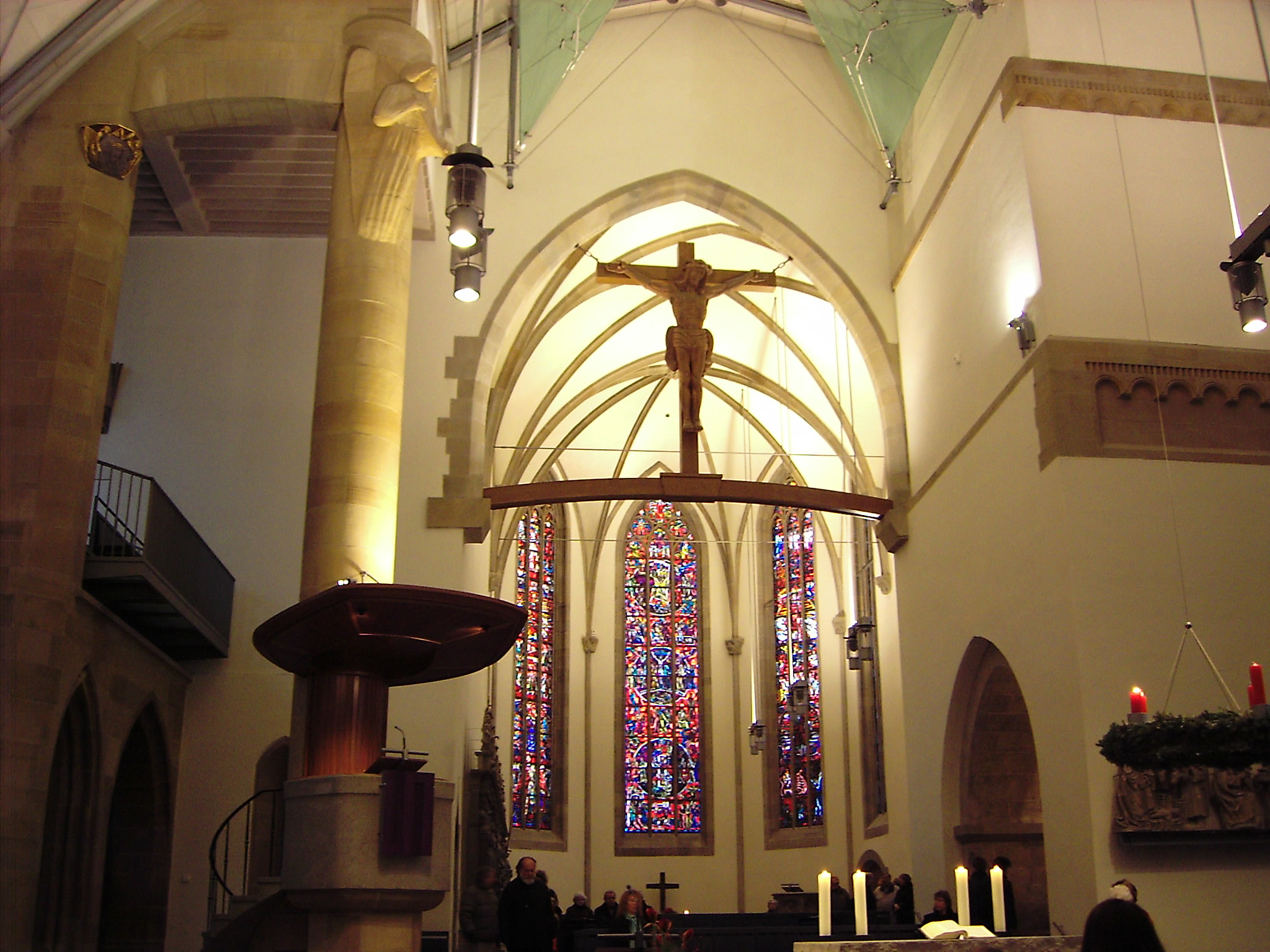
Le chœur de l'intérieur

Autour de 1320, on déplace de Beutelsbach à Stuttgart le comte Eberhard de Wurtenberg, le collège de chanoines et le gisant des comtes du Wurtemberg, puisque ici, dans la résidence, une meilleure protection est garantie. Les gisants à Beutelsbach ont été détruits lors d'un conflit entre l'empereur et le comte. Dès lors, l'église de ville est élevée au rang de collégiale par décret du pape. Un prévôt (élu par les chanoines), douze chanoines et douze vicaires font ici le service.
Avec le grand nombre de prêtres, on a besoin de place. De 1321/1327–1347, un nouveau chœur dans le style gothique précoce est construit, qui est visible essentiellement aujourd'hui dans ses formes originelles. L'axe du chœur est déplacé contre la nef, vers le sud, ce qui restera ainsi plus tard lors de la construction de la nouvelle nef. La raison est probablement l'entoure Construction sur le côté Nord de l'église et, éventuellement, la réutilisation de l'art roman mur Nord, en tant que partie de la nouvelle Chornordwand.